# Sign Gene: los primeros superhéroes sordos
Sign Gene: los primeros superhéroes sordos (título original: Sign Gene: The First Deaf Superheroes) es una película italiano-estadounidense sobre superhéroes sordos, dirigida por Emilio Insolera, protagonizada por Emilio Insolera, Carola Insolera, Ben Bahan, Hiroshi Vava, Humberto Insolera y Danny Gong. La historia se centra en Tom Clerc, un mutante sordo que puede crear poderes sobrehumanos a través de la lengua de señas. Tom viene enviado a Japón con su colega para investigar varios crímenes intrigantes cometidos por mutantes sordos japoneses. 

## Argumento
El agente secreto Tom Clerc es sordo, descendiente del francés Laurent Clerc “el padre de los sordos de Estados Unidos” y es el portador de SGx29 una poderosa mutación de Sign Gene, pero perdió gran parte de sus poderes durante una pelea algunos años atrás contra su principal villano, su propio hermano sordo Jux Clerc, el líder de la 1.8.8.0. una organización malvada dedicada al exterminio de los mutantes de Sign Gene. 
Hugh Denison, el jefe de la Q.I.A. (QuinPar Agencia de Inteligencia), una agencia afiliada a El Pentágono compuesta de seleccionados agentes con la mutación de Sign Gene, envía Tom Clerc y su colega Ken Wong desde Nueva York a Osaka para investigar los varios crímenes intrigantes. Los agentes terminan en una pelea con una gang japonesa dirigida por Tatsumi Fuwa. 

### Mutación de Sign Gene
Sign Gene es una mutación genética presente en sólo 29 de los 300 genes responsables de la sordera. Todos los mutantes sordos portadores de esta mutación genética resultan ser superhéroes con la capacidad de crear superpoderes a través del uso de la lengua de señas. Son bendecidos con poderes arcanos que cuando, al usar el seño de la pistola con los dedos, las manos se transforman realmente en armas y empiezan a dispararse" o “cuando usan la palabra ‘cerra’ en lengua de signos, pueden cerrar las puertas a voluntad" 

## Reparto
- Emilio Insolera como Tom Clerc, mutante con poderes sobrehumanos, descendiente de Laurent Clerc.
- Carola Insolera como Kate Massieu, descendiente de Jean Massieu, pionero educador de los sordos.
- Ben Bahan como Hugh Denison, jefe de la QuinPar Agencia de Inteligencia y descendiente de James Denison.
- Humberto Insolera como Jux Clerc, es la cara de la 1.8.8.0. (Organización Internacional de Genética Genealógica). El nombre de la organización se hace referencia a la Conferencia de Milán en 1880.
- Hiroshi Vava como Tatsumi Fuwa, jefe de una gang japonesa.
- Danny Gong como Ken Wong, colega de Tom Clerc en la QuinPar Agencia de Inteligencia.

## Producción
Sign Gene: los primeros superhéroes sordos fue rodeada entre Japón, Estados Unidos e Italia. El proceso de la selección de los actores vino a través del boca a boca: Insolera fue particularmente interesado en la busca de nativos y fluidos comunicadores en lengua de señas.

## Lanzamiento y recepción
Sign Gene: los primeros superhéroes sordos tuvo su estreno mundial el 8 de septiembre de 2017 en Milán y se estrenó en cines italianos el 14 de septiembre de 2017, tuvo su lanzamiento en Los Ángeles el 13 de abril de 2018 y en Tokio el 14 de septiembre de 2018. La película también se presentó en el pabellón italiano, Hôtel Barrière Le Majestic, durante el 71.er Festival de Cine de Cannes .

### Crítica
Sign Gene: los primeros superhéroes sordos recibió críticas positivas. Michael Rechtshaffen, de Los Angeles Times, describió la película como una que tiene una "voz cinematográfica fresca y única" “con un resultado final que demuestra ser tan tremendamente inventivo como empoderador ". El diario italiano, Avvenire, confirma que la película debería gustar más a  "la generación más joven acostumbrada al lenguaje rápido y psicodélico de los videojuegos o comics japoneses”. Giorgia Cantarini, en su artículo para ASVOFF,  cuenta que la historia es intrincada y "muy fascinante. Los sonidos crean una parte importante y inesperada, a veces bastante fuerte para quien la vee. Todo sucede muy rápido y nos asombra con una energía vibrante". En Corriere della Sera, Michela Trigari afirma que  Sign Gene: los primeros superhéroes sordos utiliza la ciencia ficción como medio para captar la imaginación y "hacer visible lo que es invisible a los ojos".